# بينتي هامانينين
بينتي هامانينين (بالفنلندية: Pentti Hämäläinen)‏ (19 ديسمبر 1929 – 11 ديسمبر 1984) هو ملاكم فنلندي راحل، مثّل بلاده في الألعاب الأولمبية الصيفية في دورتي 1952 و1956.

## روابط خارجية
بينتي هامانينين على موقع بوكس ريك (الإنجليزية) (registration required)
- بينتي هامانينين على موقع اللجنة الأولمبية الدولية (الإنجليزية)
- بينتي هامانينين على موقع أوليمبيديا (الإنجليزية)